# Punta de la Devesa (Cervià de les Garrigues)
|  | Aquest article tracta sobre la Punta de la Devesa de Cervià de les Garrigues. Vegeu-ne altres significats a «Punta de la Devesa (la Sénia)». |

La Punta de la Devesa és una muntanya de 566 metres que es troba al municipi de Cervià de les Garrigues, a la comarca catalana de les Garrigues.